# Liga Mistrzów Strongman
Liga Mistrzów Strongman (ang. Strongman Champions League, SCL) – cykl indywidualnych zawodów siłaczy rozgrywanych od 2008 r., z udziałem zawodników federacji IFSA.

## Reguły
Zawody odbywać się będą głównie w Europie. Pula nagród w każdych zawodach wynosi od 15 000 do 20 000 USD. W każdych zawodach uczestniczyć będzie co najmniej dwunastu zawodników. Punkty za udział w każdych zawodach są sumowane, a pod koniec roku zdobywca największej liczby otrzymuje tytuł Mistrza Ligi Mistrzów Strongman (SCL Champion), za dany rok.
Punktacja za uczestnictwo:
- Zwycięstwo – 20 pkt.
- Drugie miejsce – 15 pkt.
- Trzecie miejsce – 12 pkt.
- Czwarte miejsce – 10 pkt.
- Piąte miejsce – 8 pkt.
- Szóste miejsce – 7 pkt.
- Siódme miejsce – 6 pkt.
- Ósme miejsce – 5 pkt.
- Dziewiąte miejsce – 4 pkt.
- Dziesiąte miejsce – 3 pkt.
- Jedenaste miejsce – 2 pkt.
- Dwunaste miejsce – 1 pkt.

Początkowo planowano, że zawody będą kwalifikacją do indywidualnych Mistrzostw Świata IFSA Strongman. Trzech najlepszych zawodników, w każdych z zawodów, otrzymywało prawo do udziału w tych mistrzostwach, jednak w 2008 r. federacja IFSA nie zorganizowała swoich mistrzostw, a już w następnym roku, w wyniku porozumienia, powrócono do formuły wspólnych i jedynych mistrzostwa świata, w trakcie roku dla wszystkich zawodników.
Od 2009 r. pięciu najlepszych zawodników Ligi Mistrzów Strongman otrzymuje prawo do startu w elitarnych zawodach Fortissimus, rozgrywanych w Kanadzie.
Transmisję telewizyjną zapewnia Eurosport.

## Mistrzowie Ligi Mistrzów Strongman
| Sezon | Zwyciężca             |
| ----- | --------------------- |
| 2008  | Žydrūnas Savickas     |
| 2009  | Andrus Murumets       |
| 2010  | Terry Hollands        |
| 2011  | Ervin Katona          |
| 2012  | Žydrūnas Savickas     |
| 2013  | Krzysztof Radzikowski |
| 2014  | Martin Wildauer       |
| 2015  | Krzysztof Radzikowski |
| 2016  | Dainis Zageris        |
| 2017  | Matjaz Belsak         |
| 2018  | Dainis Zageris        |
| 2019  | Aivars Šmaukstelis    |
| 2021  | Kelvin de Ruiter      |
| 2022  | Aivars Šmaukstelis    |
| 2023  | Oskar Ziółkowski      |

Wyniki

## Rok 2008

### Zwycięzcy zawodów Ligi Mistrzów Strongman

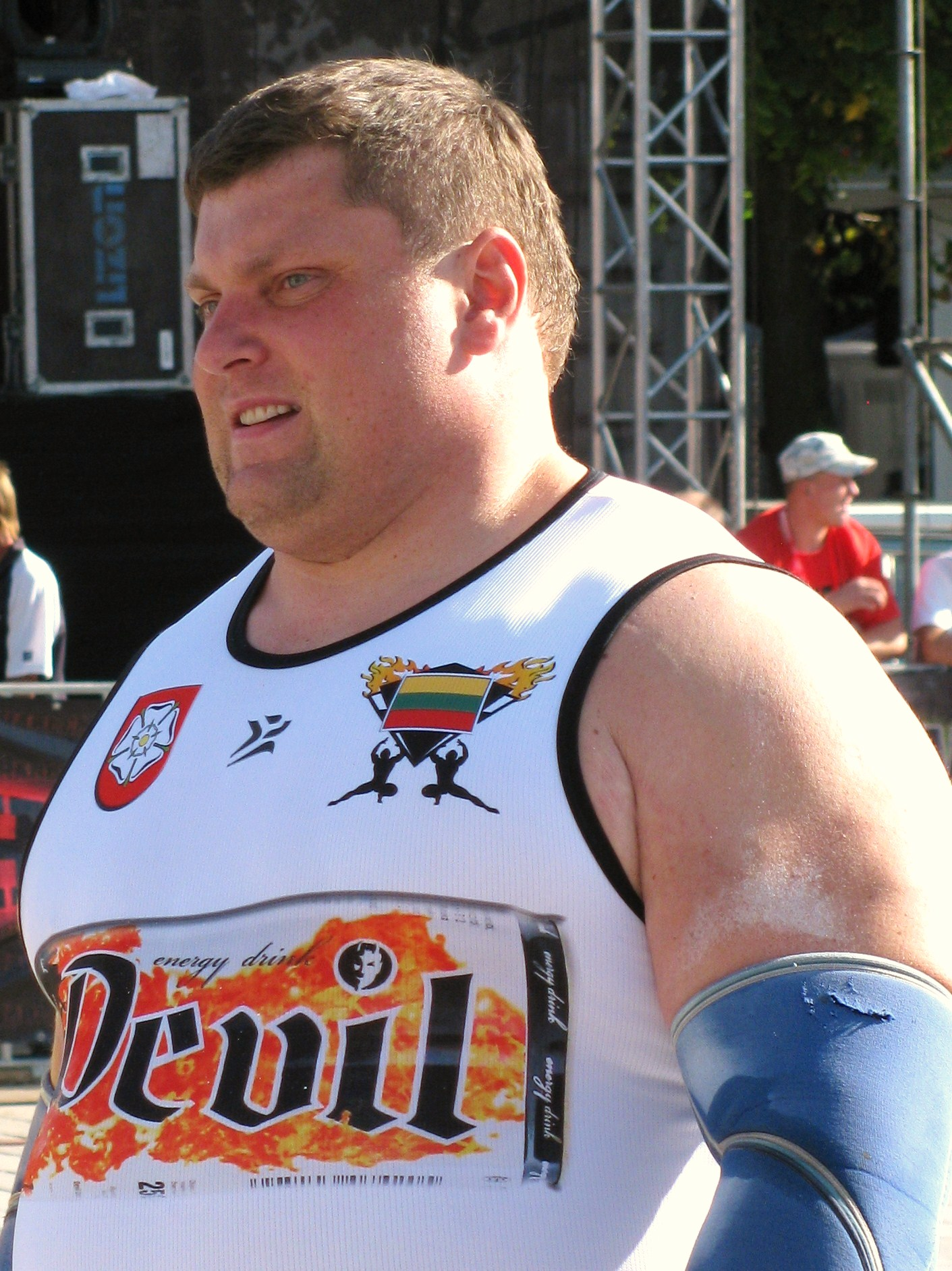
Žydrūnas Savickas – Mistrz LMS 2008

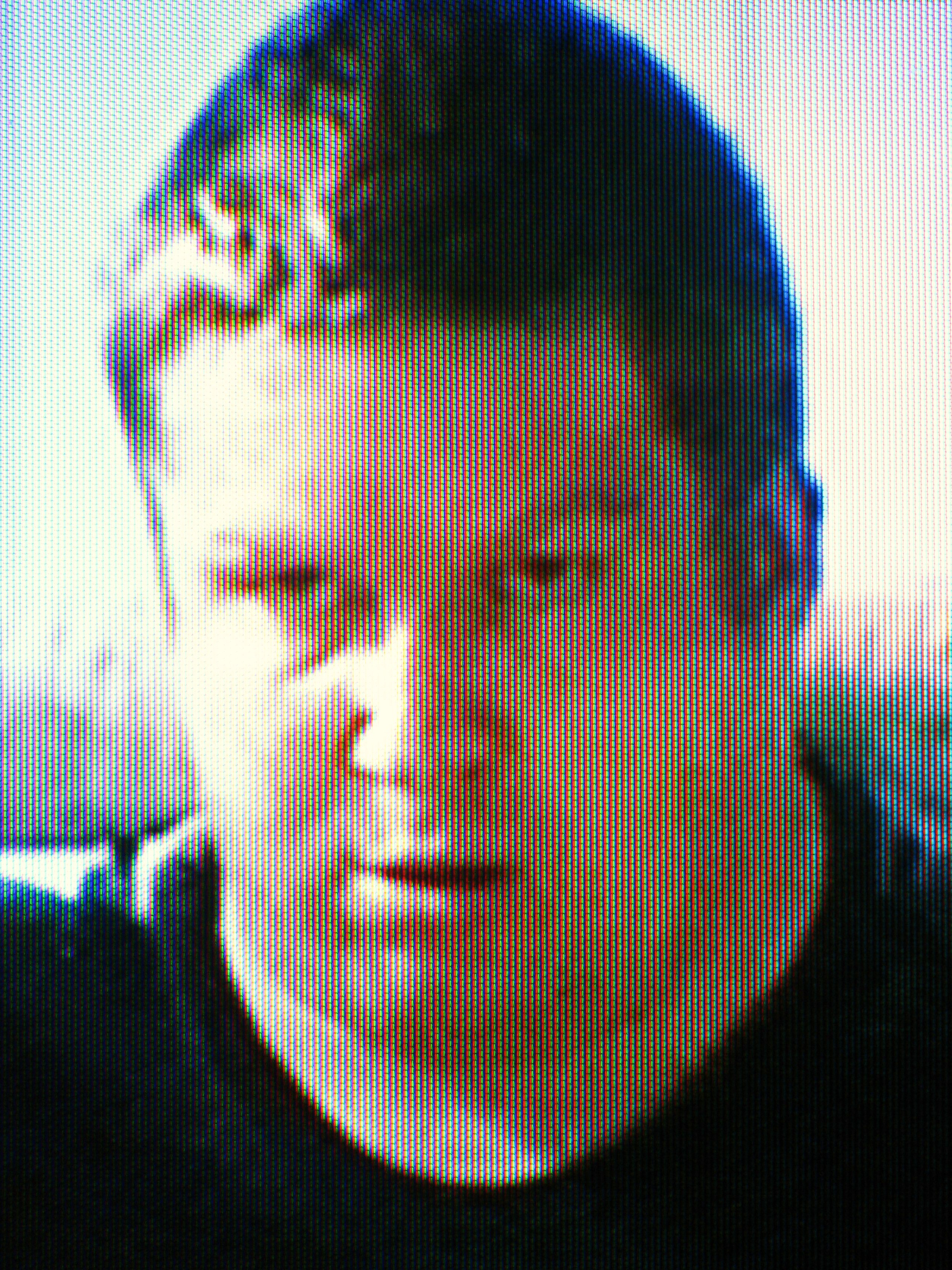
Andrus Murumets – Mistrz LMS 2009

| Zawody                    | Zawodnik          | Kraj    |
| ------------------------- | ----------------- | ------- |
| 1. zawody 2008 Ryga       | Žydrūnas Savickas | Litwa   |
| 2. zawody 2008 Subotica   | Žydrūnas Savickas | Litwa   |
| 3. zawody 2008 Varsseveld | Žydrūnas Savickas | Litwa   |
| 4. zawody 2008 Sofia      | Andrus Murumets   | Estonia |
| 5. zawody 2008 Wilno      | Žydrūnas Savickas | Litwa   |
| 6. zawody 2008 Mamaia     | Žydrūnas Savickas | Litwa   |
| 7. zawody 2008 Kokkola    | Michaił Koklajew  | Rosja   |

### Klasyfikacja
Klasyfikacja zawodników na zakończenie roku 2008 (tylko sześciu najlepszych).
| Miejsce     | Zawodnik          | Kraj              | Punkty |
| ----------- | ----------------- | ----------------- | ------ |
| Mistrz 2008 | Žydrūnas Savickas | Litwa             | 130    |
| 2.          | Ervin Katona      | Serbia            | 72     |
| 3.          | Agris Kazeļņiks   | Łotwa             | 60     |
| 4.          | Andrus Murumets   | Estonia           | 55     |
| 5.          | Michaił Koklajew  | Rosja             | 30     |
| 6.          | Travis Ortmayer   | Stany Zjednoczone | 27     |

## Rok 2009

### Zwycięzcy zawodów Ligi Mistrzów Strongman
| Zawody                     | Zawodnik          | Kraj    |
| -------------------------- | ----------------- | ------- |
| 1. zawody 2009 Subotica    | Michaił Koklajew  | Rosja   |
| 2. zawody 2009 Ideapark    | Andrus Murumets   | Estonia |
| 3. zawody 2009 Bratysława  | Andrus Murumets   | Estonia |
| 4. zawody 2009 Terborg     | Michaił Koklajew  | Rosja   |
| 5. zawody 2009 Los Barrios | Ervin Katona      | Serbia  |
| 6. zawody 2009 Londyn      | Žydrūnas Savickas | Litwa   |
| 7. zawody 2009 Pecz        | Žydrūnas Savickas | Litwa   |
| 8. zawody 2009 Kijów       | Žydrūnas Savickas | Litwa   |

### Klasyfikacja
Klasyfikacja zawodników na zakończenie roku 2009 (tylko sześciu najlepszych).
| Miejsce     | Zawodnik          | Kraj    | Punkty |
| ----------- | ----------------- | ------- | ------ |
| Mistrz 2009 | Andrus Murumets   | Estonia | 105    |
| 2.          | Agris Kazeļņiks   | Łotwa   | 68     |
| 3.          | Žydrūnas Savickas | Litwa   | 60     |
| 4.          | Ervin Katona      | Serbia  | 48     |
| 5.          | Michaił Koklajew  | Rosja   | 40     |
| 6.          | Jimmy Laureys     | Belgia  | 39     |

## Rok 2010

### Zwycięzcy zawodów Ligi Mistrzów Strongman
| Zawody                 | Zawodnik                         | Kraj                   |
| ---------------------- | -------------------------------- | ---------------------- |
| zawody 2010 Kuusamo    | Žydrūnas Savickas                | Litwa                  |
| zawody 2010 Essen      | Michaił Koklajew                 | Rosja                  |
| zawody 2010 Tampere    | Michaił Koklajew                 | Rosja                  |
| zawody 2010 Limerick   | Žydrūnas Savickas/Terry Hollands | Litwa/ Wielka Brytania |
| zawody 2010 Sofia      | Ervin Katona                     | Serbia                 |
| zawody 2010 Terborg    | Travis Ortmayer                  | Stany Zjednoczone      |
| zawody 2010 Belgrad    | Ervin Katona                     | Serbia                 |
| zawody 2010 Bratysława | Ervin Katona                     | Serbia                 |
| zawody 2010 Kijów      | Serhiy Romanchuk                 | Ukraina                |

### Klasyfikacja
Klasyfikacja zawodników na zakończenie roku 2010 (tylko sześciu najlepszych)
| Miejsce     | Zawodnik         | Kraj              | Punkty |
| ----------- | ---------------- | ----------------- | ------ |
| Mistrz 2010 | Terry Hollands   | Wielka Brytania   | 132    |
| 2.          | Ervin Katona     | Serbia            | 106    |
| 3.          | Michaił Koklajew | Rosja             | 98     |
| 4.          | Agris Kazeļņiks  | Łotwa             | 95     |
| 5.          | Travis Ortmayer  | Stany Zjednoczone | 77     |
| 6.          | Kostiantyn Iljin | Ukraina           | 60     |

## Rok 2011

### Zwycięzcy zawodów Ligi Mistrzów Strongman
| Zawody                     | Zawodnik          | Kraj    |
| -------------------------- | ----------------- | ------- |
| Zawody 2011 Kuusamo        | Žydrūnas Savickas | Litwa   |
| Zawody 2011 Essen          | Žydrūnas Savickas | Litwa   |
| Zawody 2011 Belgrad        | Ervin Katona      | Serbia  |
| Zawody 2011 Pretoria       | Laurence Shahlaei | Iran    |
| Zawody 2011 Tampere        | Vytautas Lalas    | Litwa   |
| Zawody 2011 Ulft           | Laurence Shahlaei | Iran    |
| zawody 2011 Sofia          | Ervin Katona      | Serbia  |
| zawody 2011 Las Palmas     | Ervin Katona      | Serbia  |
| zawody 2011 Koszyce        | Kostiantyn Iljin  | Ukraina |
| zawody 2011 Nowy Brunszwik | Žydrūnas Savickas | Litwa   |
| zawody 2011 Ryga           | Žydrūnas Savickas | Litwa   |
| zawody 2012 Sarajewo       | Žydrūnas Savickas | Litwa   |

### Klasyfikacja
Klasyfikacja zawodników na zakończenie roku 2011 (tylko sześciu najlepszych)
| Miejsce     | Zawodnik            | Kraj    | Punkty |
| ----------- | ------------------- | ------- | ------ |
| Mistrz 2011 | Ervin Katona        | Serbia  | 165    |
| 2.          | Žydrūnas Savickas   | Litwa   | 125    |
| 3.          | Laurence Shahlaei   | Iran    | 106    |
| 4.          | Jean-François Caron | Kanada  | 90     |
| 5.          | Jimmy Laureys       | Belgia  | 88     |
| 6.          | Kostiantyn Iljin    | Ukraina | 70     |

## Rok 2012

### Zwycięzcy zawodów Ligi Mistrzów Strongman
| Zawody                         | Zawodnik                           | Kraj         |
| ------------------------------ | ---------------------------------- | ------------ |
| zawody 2012 Kuusamo            | Žydrūnas Savickas                  | Litwa        |
| zawody 2012 Essen              | Žydrūnas Savickas                  | Litwa        |
| zawody 2012 Nowy Sad           | Ervin Katona                       | Serbia       |
| zawody 2012 Zevenaar           | Žydrūnas Savickas                  | Litwa        |
| zawody 2012 Szanghaj           | Žydrūnas Savickas                  | Litwa        |
| zawody 2012 Porto              | Žydrūnas Savickas                  | Litwa        |
| zawody 2012 Alaharma           | Žydrūnas Savickas                  | Litwa        |
| zawody 2012 Trzebnica          | Žydrūnas Savickas/Michaił Koklajew | Litwa/ Rosja |
| zawody 2012 Władywostok        | Michaił Koklajew                   | Rosja        |
| zawody 2012 Skała Gibraltarska | Žydrūnas Savickas                  | Litwa        |
| zawody 2012 Bansko             | Rafał Kobylarz                     | Polska       |
| zawody 2012 Wilno              | Žydrūnas Savickas                  | Litwa        |
| zawody 2012 Madryt             | Žydrūnas Savickas                  | Litwa        |
| zawody 2012 Fort-de-France     | Žydrūnas Savickas                  | Litwa        |

### Klasyfikacja
Klasyfikacja zawodników na zakończenie roku 2012 (tylko sześciu najlepszych)
| Miejsce     | Zawodnik              | Kraj            | Punkty |
| ----------- | --------------------- | --------------- | ------ |
| Mistrz 2012 | Žydrūnas Savickas     | Litwa           | 275    |
| 2.          | Ervin Katona          | Serbia          | 130    |
| 3.          | Michaił Koklajew      | Rosja           | 114    |
| 4.          | Lauri Nami            | Estonia         | 76     |
| 5.          | Krzysztof Radzikowski | Polska          | 75     |
| 6.          | Terry Hollands        | Wielka Brytania | 73     |

## Rok 2013

### Zwycięzcy zawodów Ligi Mistrzów Strongman
| Zawody                         | Zawodnik                | Kraj     |
| ------------------------------ | ----------------------- | -------- |
| zawody 2013 Kuusamo            | Krzysztof Radzikowski   | Polska   |
| zawody 2013 Kolonia            | Vytautas Lalas          | Litwa    |
| zawody 2013 Nowy Sad           | Ervin Katona            | Serbia   |
| zawody 2013 Olaine             | Hafþór Júlíus Björnsson | Islandia |
| zawody 2013 Pilzno             | Krzysztof Radzikowski   | Polska   |
| zawody 2013 Kalkar             | Žydrūnas Savickas       | Litwa    |
| zawody 2013 Chengdu            | Žydrūnas Savickas       | Litwa    |
| zawody 2013 Tavira             | Krzysztof Radzikowski   | Polska   |
| zawody 2013 Alaharma           | Ervin Katona            | Serbia   |
| zawody 2013 Budapeszt          | Ervin Katona            | Serbia   |
| zawody 2013 Koszyce            | Lauri Nami              | Estonia  |
| zawody 2013 Władywostok        | Žydrūnas Savickas       | Litwa    |
| zawody 2013 Kartuzy            | Krzysztof Radzikowski   | Polska   |
| zawody 2013 Skała Gibraltarska | Žydrūnas Savickas       | Litwa    |
| zawody 2013 Tallinn            | Meelis Pell             | Estonia  |
| zawody 2013 Wilno              | Žydrūnas Savickas       | Litwa    |
| zawody 2013 São Paulo          | Žydrūnas Savickas       | Litwa    |
| zawody 2013 Kuala Lumpur       | Žydrūnas Savickas       | Litwa    |

### Klasyfikacja
Klasyfikacja zawodników na zakończenie roku 2013 (tylko sześciu najlepszych)
| Miejsce     | Zawodnik                | Kraj     | Punkty |
| ----------- | ----------------------- | -------- | ------ |
| MIstrz 2013 | Krzysztof Radzikowski   | Polska   | 257    |
| 2.          | Žydrūnas Savickas       | Litwa    | 193    |
| 3.          | Ervin Katona            | Serbia   | 175    |
| 4.          | Dainis Zageris          | Łotwa    | 145    |
| 5.          | Hafþór Júlíus Björnsson | Islandia | 131    |
| 6.          | Lauri Nami              | Estonia  | 95     |

## Rok 2014

### Zwycięzcy zawodów Ligi Mistrzów Strongman
| Zawody                     | Zawodnik                | Kraj     |
| -------------------------- | ----------------------- | -------- |
| zawody 2014 Fort-de-France | Ervin Katona            | Serbia   |
| zawody 2014 Kolonia        | Žydrūnas Savickas       | Litwa    |
| zawody 2014 Nowy Sad       | Hafþór Júlíus Björnsson | Islandia |
| zawody 2014 Vaasa          | Hafþór Júlíus Björnsson | Islandia |
| zawody 2014 Doetinchem     | Hafþór Júlíus Björnsson | Islandia |
| zawody 2014 Olaine         | Rafał Kobylarz          | Polska   |
| zawody 2014 Tavira         | Martin Wildauer         | Austria  |
| zawody 2014 Split          | Ervin Katona            | Serbia   |
| zawody 2014 Kartuzy        | Krzysztof Radzikowski   | Polska   |
| zawody 2014 Jawaryn        | Krzysztof Radzikowski   | Polska   |
| zawody 2014 Lusaka         | Krzysztof Radzikowski   | Polska   |
| zawody 2014 Sybin          | Krzysztof Radzikowski   | Polska   |
| zawody 2014 Wilno          | Rauno Heinla            | Estonia  |
| zawody 2014 Tallinn        | Rauno Heinla            | Estonia  |
| zawody 2014 Kuala Lumpur   | Hafþór Júlíus Björnsson | Islandia |

### Klasyfikacja
Klasyfikacja zawodników na zakończenie roku 2014(tylko sześciu najlepszych)
| Miejsce     | Zawodnik                | Kraj     | Punkty |
| ----------- | ----------------------- | -------- | ------ |
| Mistrz 2014 | Martin Wildauer         | Austria  | 198    |
| 2.          | Krzysztof Radzikowski   | Polska   | 195    |
| 3.          | Ervin Katona            | Serbia   | 175    |
| 4.          | Dainis Zageris          | Łotwa    | 126    |
| 5.          | Hafþór Júlíus Björnsson | Islandia | 125    |
| 6.          | Lauri Nami              | Estonia  | 105    |

## Rok 2015

### Zwycięzcy zawodów Ligi Mistrzów Strongman
| Zawody                     | Zawodnik                | Kraj     |
| -------------------------- | ----------------------- | -------- |
| zawody 2015 Vinstra        | Hafþór Júlíus Björnsson | Islandia |
| zawody 2015 Kolonia        | Krzysztof Radzikowski   | Polska   |
| zawody 2015 Ulft           | Grzegorz Szymański      | Polska   |
| zawody 2015 Merikarvia     | Krzysztof Radzikowski   | Polska   |
| zawody 2015 Płowdiw        | Hafþór Júlíus Björnsson | Islandia |
| zawody 2015 Ryga           | Dainis Zageris          | Łotwa    |
| zawody 2015 Split          | Hafþór Júlíus Björnsson | Islandia |
| zawody 2015 Lubaczów       | Grzegorz Szymański      | Polska   |
| zawody 2015 Kufstein       | Marius Lalas            | Litwa    |
| zawody 2015 Sybin          | Dainis Zageris          | Łotwa    |
| zawody 2015 Wilno          | Marius Lalas            | Litwa    |
| zawody 2015 Porto          | Jean-François Caron     | Kanada   |
| zawody 2015 Fort-de-France | Dainis Zageris          | Łotwa    |
| zawody 2015 Antalya        | Krzysztof Radzikowski   | Polska   |

### Klasyfikacja
Klasyfikacja zawodników na zakończenie roku 2015 (tylko sześciu najlepszych)
| Miejsce     | Zawodnik                | Kraj     | Punkty |
| ----------- | ----------------------- | -------- | ------ |
| Mistrz 2015 | Krzysztof Radzikowski   | Polska   | 256    |
| 2.          | Dainis Zageris          | Łotwa    | 213    |
| 3.          | Jean-François Caron     | Kanada   | 130    |
| 4.          | Matjaz Belsak           | Słowenia | 121    |
| 5.          | Alex Moonen             | Holandia | 91     |
| 6.          | Hafþór Júlíus Björnsson | Islandia | 87     |